# Cabin Fever 2
Cabin Fever 2 (Alternativtitel: Cabin Fever 2: Spring Fever) ist ein US-amerikanischer Horrorfilm aus dem Jahr 2009, der von Ti West inszeniert wurde. Er stellt die Fortsetzung des Horrorfilms Cabin Fever von Eli Roth aus dem Jahr 2002 dar. Der Film entstand nach einer Idee von Ti West und Randy Pearlstein. Das Drehbuch wurde von Joshua Malkin geschrieben.

## Handlung
Paul, der Überlebende aus dem ersten Teil, erwacht schwer gezeichnet von der Seuche und irrt durch einen Wald. Als er zu einer Straße kommt, wird er von einem Schulbus erfasst und getötet. Der Polizeibeamte Winston untersucht die zerfetzte Leiche. Da diese bis zur Unkenntlichkeit verstümmelt ist, erkennt er nicht, dass es sich um einen Menschen handelt, und hält die Leiche für einen Elch. Mit dieser These kann er den Busfahrer beruhigen und ihn bitten, die Kinder nun zur Schule zu fahren.
An der Schule laufen zurzeit die Vorbereitungen für den Schulball, doch wollen die Freunde John und Alex diesem fern bleiben. Als John seine langjährige Schulfreundin Cassie am Nachmittag nach Hause begleitet, fragt er sie nach einem Date, doch sie lehnt aus Zeitmangel ab. Am Abend ruft Alex bei ihm an und berichtet, dass er seine Meinung geändert hat und den Schulball doch besucht. John stimmt zu und macht sich auf den Weg in die Schule. Als Deputy Winston in einem Diner den Zusammenbruch und Tod eines Lastwagenfahrers der Mineralwasser-Firma „Down Home Water“ beobachtet, der unter den typischen Seuchemerkmalen leidet, macht er sich auf den Weg zum Betriebsgelände von „Down Home Water“. Dort trifft er auf den Nachtwächter Toby, mit dessen Hilfe er einige Akten sichten kann. Als die beiden das Herannahen von schweren Geländewagen bemerken, setzt Winston alles daran, schnell zu verschwinden, und gibt Toby den Auftrag, den Personen in den Geländewagen von dem verseuchten Wasser zu berichten. Als Toby dies tun will, wird er erschossen.
In der Schule wird währenddessen eine Bowle mit dem verseuchten Wasser zubereitet, in die der Hausmeister Blut pinkelt, da er sich bereits mit der Seuche angesteckt hat. John und Alex sind mittlerweile auch auf dem Ball angekommen, auf dem John doch auf Cassie trifft. Sie ist jetzt mit Marc zusammen. Es kommt zu einem Streit zwischen John und Marc, der vom Schuldirektor beendet wird. John wird der Schule verwiesen. Wutentbrannt stürmt er aus dem Gebäude, Cassie verfolgt ihn und John gesteht Cassie seine Liebe. Nun tauchen auch hier die Männer mit ihren Geländewagen auf. Sie arbeiten für die Regierung und tragen biologische Kampfanzüge. John und Cassie werden gezwungen, zurück ins Schulgebäude zu gehen, welches nun von den Kampftruppen abgeriegelt wird.
Durch die Bowle hat sich fast jeder mit der Seuche angesteckt. Als der Direktor sich nach der Situation erkundigen will, wird er per Kopfschuss von den Soldaten getötet. Als diese Rauchgranaten in die Schule werfen, halten John, Alex und Cassie diese für biologische Waffen und fliehen in einen Umkleideraum. Dort suchen sie ihre Körper nach Blutblasen und aufgedunsener Haut ab, wie sie sie schon am Hausmeister festgestellt haben. Alex bemerkt, dass er sich angesteckt hat, und macht sich auf den Weg in die Bibliothek, um herauszufinden, woran er leidet. Cassie trifft auf eine schwangere Frau, die ebenfalls unter der Seuche leidet, während die Geburt eingesetzt hat. Die Frau bricht zusammen, und Cassie flieht zu John. Beide verstecken sich in einem Nebenzimmer, in dem sie auf eine ihrer Lehrerinnen treffen. Diese schreit vor Glück, dass sie es geschafft hat und noch lebt. Allerdings leidet auch sie unter der Seuche. Als ein Soldat den Raum betritt, wird sie erschossen, doch John und Cassie werden von ihm nicht entdeckt. Diese machen sich nun auch auf den Weg in die Bibliothek, um Alex zu suchen. Als sie ihn finden, ist er bereits schwer von der Krankheit gezeichnet. Nun stellt auch John fest, dass sich mittlerweile auf seinem Unterarm eine Infektion gebildet hat. Marc steht außerhalb der Bibliothek und will den beiden zu verstehen geben, dass er gesund ist. Er verliert die Kontrolle und zerschlägt mit einem Feuerlöscher den Schädel eines Infizierten. John und Cassie fliehen in eine Werkstatt, und dort will John sich um seine Krankheit kümmern. Er bittet Cassie, mit Hilfe einer Kreissäge eine Amputation durchzuführen. Danach brennt sie seine Wunde aus und legt einen Verband an. Marc verfolgte die beiden und geht auf John los, doch Cassie tötet ihn mit einer Nagelpistole. John und Cassie fliehen durch einen Wald, doch sie werden von den Soldaten aufgegriffen. Als diese Cassie mitnehmen wollen, gelingt es John für einen Moment, einen Soldaten zu überwältigen, sodass Cassie ihre Flucht fortsetzen kann. Johns Schicksal bei den Soldaten bleibt ungewiss. Auf einer Straße angekommen, wird Cassie von Winston und dessen Verwandtem Herman mitgenommen, und alle drei fliehen aus der Stadt.

## Distanzierung von Ti West
Nach der Veröffentlichung der offiziellen Schnittfassung von Cabin Fever 2 distanzierte sich Ti West von seinem Projekt. Er begründete diesen Schritt damit, dass es zu Nachdrehs und zum Umschneiden seiner Schnittfassung durch die Produzenten gekommen war. Auch Eli Roth, Regisseur des ersten Cabin-Fever-Films, distanzierte sich von der Schnittfassung der Produzenten.

## Veröffentlichung
Cabin Fever 2 feierte seine Premiere am 24. Oktober 2009 beim Screamfest Horror Film Festival in Los Angeles. Die US-amerikanische DVD erschien am 16. Februar 2010. Die Deutschlandpremiere fand bereits am 21. August 2009 beim Fantasy Filmfest statt. In Deutschland ist der Film ungeschnitten mit einer Freigabe ab 18 Jahren erhältlich. Die Rechte für den DVD-Vertrieb sicherten sich Sunfilm Entertainment/Tiberius Film.

## Kritiken
Auf der Filmwebsite Filmstarts erhielt der Film von Florian Koch eine Bewertung von 1/5 Sternen: „Ti Wests extrem explizite Gorekomödie ist an Niveaulosigkeit kaum zu überbieten. Sexistisch, unlogisch und völlig spannungsfrei weidet sich der Regisseur an primitiven Anzüglichkeiten, die mit dem auch nicht gerade zimperlichen Eli-Roth-Original nichts mehr gemein haben. Da bleibt nur der Schrei nach dem Gesundheitsamt, damit dieser lahme Virus bloß nicht noch ein drittes Mal ausbricht.“
Das Lexikon des internationalen Films schreibt zu Cabin Fever 2: „Nachzügler eines fragwürdigen Horrorfilms […], der allenfalls durch seine Ekeleffekte auffällt. Sowohl der Regisseur des ersten Teils als auch der Regisseur dieses Films distanzierten sich nach der endgültigen Schnittfassung von dem Werk.“

## Soundtrack
Der Soundtrack stammt von The Crave Singers, Alex T. Stone und Bob Stone, Sarah Burton, Patrick Hernandez, den Ramones, Paul Zaza und Carl Zitter, den Sparks sowie von Walter Wilder, Italee Watson, Halfway To Gone, Gleaming Spires und Minimal Compact. Produziert wurde der Soundtrack von Ryan Shore.
| Nr. | Titel                              | Künstler                  |
| --- | ---------------------------------- | ------------------------- |
| 1   | Dancing On Our Graves              | The Cave Singers          |
| 2   | In You                             | Alex T. Stone & Bob Stone |
| 3   | Mercy                              | Alex T. Stone & Bob Stone |
| 4   | One Way Road to Hell               | Sarah Burton              |
| 5   | Born to Be Alive                   | Patrick Hernandez         |
| 6   | I Hate You                         | Sarah Burton              |
| 7   | Tonight It's Prom Night, All Night | Paul Zaza & Carl Zitter   |
| 8   | The Willys                         | Sparks                    |
| 9   | Somebody Put Something in My Drink | Ramones                   |
| 10  | Eaten by the Monster of Love       | Sparks                    |
| 11  | A Christian Girl's Problems        | Gleaming Spires           |
| 12  | Great American Scumbag             | Halfway To Gone           |
| 13  | Burning For Your Love              | Walter Wilder             |
| 14  | Boys Like It Dirty                 | Italee Watson             |
| 15  | Dark Day Coming                    | Alex T. Stone & Bob Stone |
| 16  | Inner Station                      | Minimal Compact           |

## Trivia
- Rider Strong und Giuseppe Andrews wiederholen ihre Rollen aus dem ersten Film. Sie sind die einzigen Schauspieler, die in beiden Filmen mitwirken.
- Die Dreharbeiten zu Cabin Fever 2 waren bereits im April 2007 abgeschlossen, allerdings kam es erst im August 2009 in Berlin zur Weltpremiere.
- Es existieren zwei Mixtapes des US-amerikanischen Rappers Wiz Khalifa (Cabin Fever & Cabin Fever 2), die nichts mit den beiden Filmen zu tun haben.